# Направляющий свет
«Путеводный свет» («Направляющий свет» или англ. Guiding Light, часто сокращаемый до GL) — самая продолжительная мыльная опера в мире, в 1930—1950-х годах выходившая как радиошоу, а с 1952 по 2009 год выходившая в телеэфир на канале CBS. Название сериала восходит к изначальному сюжету 1937 года, когда преподобный Рутлендж оставлял на своем окне зажжённую лампу в знак того, что заблудившимся (в прямом и переносном смыслах) в его доме всегда будет оказана помощь.
С начала создания сериал был 375 раз номинирован на различные премии и получил 98 наград.
За время работы над сериалом «Путеводный свет» актёры буквально сроднились со своими персонажами. В течение 57 лет они снялись в более чем 15 тыс. серий. Проект попал в Книгу рекордов Гиннесса как самый длинный сериал, показанный по телевидению.
18 сентября 2009 года была показана последняя серия сериала, после чего представители канала отметили, что сериал «занял важную нишу в истории телевидения, и о нём никогда не забудут». За 57 лет было выпущено 18 262 серии, общая продолжительность которых составила 164 дня 4 часа 30 минут — 236 430 мин.

## Сюжет
На протяжении стольких лет в сериале сменилось множество семей, вокруг которых крутился причудливо переплетающий судьбы сюжет. Это были Бауэры, Рутерленджи, Робертсы и Холдены, Гранты, Норрисы, Флетчеры, Мейсоны, Торп, Мерлеры, Сполдинги и многие другие.